# Duety (album Libera)
Duety – album polskiego rapera i autora tekstów Libera, wydany 21 maja 2013 roku nakładem EMI Music Poland. 
Pierwszym utworem zapowiadającym album był singel „Winny”, nagrany wspólnie z Mateuszem Mijalem. Kolejnymi piosenkami promującymi płytę były utwory „Wszystkiego na raz” oraz „Nie patrzę w dół”, wykonywane przez rapera w duecie z Natalią Szroeder.
Wydawnictwo zawiera również utwór grupy InoRos „Czyste szaleństwo”, z którym to raper wziął udział w konkursie na oficjalny przebój polskiej reprezentacji na Mistrzostwa Europy, zajmując ostatecznie drugie miejsce.
Album w pierwszym tygodniu po premierze uplasował się na 20. pozycji zestawienia OLiS.

## Lista utworów
Opracowano na podstawie materiału źródłowego.
1. „Nie patrzę w dół” (oraz Natalia Szroeder) – 3:14
2. „12 rund” (oraz Andrzej Krzywy) – 3:46
3. „Kosmos” (oraz Marcin Urbaś) – 3:10
4. „Twilight” (oraz De Goldfinger) – 3:34
5. „Winny” (oraz Mateusz Mijal) – 3:26
6. „Może ktoś ją zna” (oraz Wojciech Łuszczykiewicz) – 3:11
7. „Wszystkiego na raz” (oraz Natalia Szroeder) – 3:33
8. „Ludzki gest” (oraz Drużyna Libera) – 3:12
9. „Już wiem kim jestem” (oraz Ambulans) – 3:03
10. „Pożegnanie” (oraz Alicja Węgorzewska-Whiskerd) – 3:56
11. „Co z nami będzie” (oraz Sylwia Grzeszczak) – 2:47
12. „Czyste szaleństwo” (oraz InoRos) – 2:52